# Fruit Ninja
Fruit Ninja (conosciuto come Fruit Ninja HD nella versione per iPad e Fruit Ninja THD nella versione per Android) è un videogioco sviluppato dalla Halfbrick Studios.

## Pubblicazione
È stato pubblicato il 21 aprile 2010 per iPod touch ed iPhone, il 22 luglio 2010 per iPad, il 17 settembre 2010 per Android, il 22 dicembre 2010 per cellulari Windows. Inoltre, nel marzo 2011, è stata pubblicata una versione per il sistema operativo Bada per Samsung ed una per Symbian Nokia. Appena prima dell'E3 2011 Fruit Ninja Kinect è stato pubblicato per Xbox 360 il 10 agosto 2011 ed utilizza la periferica Kinect.
A dicembre 2010 le vendite del titolo avevano superato i sei milioni di download. Le vendite totali del titolo in tutte le sue versioni erano stimate intorno ai venti milioni nel 2011.
Nel 2015 il numero dei download di Fruit Ninja sfiora addirittura  il miliardo.

## Modalità di gioco
In Fruit Ninja il giocatore deve affettare della frutta che viene lanciata sullo schermo, trascinando un dito sul touch screen del dispositivo, ed evitare di colpire le bombe che vengono lanciate insieme alla frutta.
Si può ottenere un punteggio più alto facendo delle combo, cioè tagliando 3 o più frutti contemporaneamente con un unico colpo, o acquistando lame e scenari speciali. I requisiti per l'acquisto di tali extra è il raggiungimento di un determinato livello e il possesso di determinati crediti. La barra dell'esperienza in alto a sinistra si ricarica ogni volta raggiunto un nuovo livello, è di colore viola ed è simboleggiata da uno shuriken, i crediti sono invece indicati in alto a destra e sono simboleggiati dalla carambola.

### Opzioni
Nella schermata principale di gioco sono presenti tre opzioni che reindirizzano a loro volta a diverse modalità. Le tre opzioni presenti sono:
- Più schede: Con questa opzione, è possibile sfidare un'altra persona sullo stesso dispositivo, condividendo semplicemente lo schermo. Questa opzione dispone di due tipologie di sfide:
  - Velocità di gioco: In questa modalità è possibile scegliere la velocità di lancio della frutta per sfidare poi un giocatore. Questa modalità è a tempo illimitato, e la sconfitta avviene non appena uno dei due giocatori perde tutte e tre le vite oppure taglia una bomba.
  - Duello Zen: Nella modalità Duello Zen, diversamente dalla precedente modalità, è possibile settare la durata della sfida. La velocità di lancio della frutta è standard, non ci sono bombe e il vincitore viene decretato in base al punteggio più alto.
- Originale: Nella modalità Originale si ha accesso invece a tre tipologie di sfide differenti. Tale modalità comprende le modalità di gioco più famose, ossia:
  - Classica: la prima modalità di gioco, quella originale. Il punteggio ed il tempo sono illimitati e si hanno a disposizione 3 vite. Ogni frutto mancato causa la perdita di una vita ed il gioco termina se si colpisce una bomba oppure si perdono tutte le vite. Ogni cento punti si recupera una vita persa.
  - Arcade: nella modalità Arcade la durata della partita è di 60 secondi, non vi sono vite, la frutta mancata non causa effetti e le bombe colpite diminuiscono il tempo a disposizione di 10 secondi. Sono inoltre presenti banane speciali con effetti speciali: la banana bianca ferma il tempo per una manciata di secondi e fa arrivare i frutti più lentamente, quella blu raddoppierà il punteggio per breve tempo (il punteggio ottenuto con i frutti tagliati durante la sua durata è raddoppiato) e quella arancione fa arrivare sullo schermo una gran quantità di frutti in poco tempo. Prima dell'inizio della partita è possibile inoltre scegliere se utilizzare tre tipi di potenziamenti, ovvero l'Esplosione di Bacche (ogni bacca fa guadagnare 5 punti bonus), il Tempo di Pesche (vengono aggiunti 2 secondi al tempo rimasto per ogni pesca affettata) e il Devia-Bomba (per le prime tre bombe colpite non si ha sottrazione di tempo). Dalla stessa schermata è possibile scegliere la lama e lo sfondo prima di iniziare la partita.
- Zen: nella modalità Zen, la durata della partita è di 1 minuto e 30 secondi, non sono presenti bombe, vite o frutti speciali e si deve quindi unicamente cercare di affettare più frutta possibile. Come nella precedente modalità, prima di iniziare la partita è possibile scegliere la lama, lo sfondo e i potenziamenti.

### Modalità di gioco speciali
Con l'ultimo aggiornamento in occasione del 5º anniversario del gioco, Fruit Ninja disponeva di tre speciali modalità:
- Originale (classica)
- Festa (evento)
- Multigiocatore

#### Originale
In seguito al 2º anniversario è stato inserito nel gioco il mercato di Gutsu, in cui è possibile acquistare i potenziamenti descritti prima. Tale mercato comprende un uomo di nome Gatsu e un maiale di nome Tartufi.

#### Festa
Sono le novità introdotte con l'aggiornamento del 2015 per il 5º anniversario:
- Torneo: Sfide a duello contro i campioni del gioco. Ciascuna sfida comporta un requisito di almeno 10 mele d'oro e alla fine della battaglia finale vi sarà in premio, la spada di brace dorata.
- Minigiochi: Particolari minigiochi che permettono a seconda del punteggio di cumulare 1, 3, 5 o 10 mele d'oro, utili per il torneo

#### Multigiocatore
Sfida fra 2 giocatori sullo stesso schermo. Sono disponibili Duello zen e attacco classico.

## Frutti speciali
- Carambola: se colpita permette di accumulare crediti a seconda del bonus ricevuto.
- Melagrana: deve essere colpita ripetutamente più volte prima che scompaia dall'inquadratura zoomata ed esploda (più volte viene affettata più alto sarà il punteggio ottenuto, un punto per ogni taglio)
- Banane : sono presenti esclusivamente nella modalità Arcade e a seconda del loro scopo si classificano in 3 categorie: banane congelanti (con strisce bianche e blu) che fermano il tempo e rallentano il ritmo del gioco, banane follia (a strisce gialle e arancioni) che fanno arrivare una grande quantità di frutta sullo schermo in poco tempo e banane che moltiplicano il punteggio dei frutti tagliati durante un certo tempo (il moltiplicatore parte da x2 ma può essere alzato se si compiono delle combo).
- Pesca: attivabile dal mercato di Gutzu e giocabile in modalità arcade, se colpita incrementa il timer di 2 secondi,
- Fragola: attivabile dal mercato di Gutsu, se colpita fa esplodere i frutti circostanti.
- Frutto del Drago: presente nel mini gioco Giocoliere o molto raramente in modalità Classica, appena colpito dà immediatamente 50 punti da sommare ai punti della partita (nella modalità classica).

## Lame
- Lama di base: la tua prima lama, che ti è stata data da Sensei.
- Vecchia gloria: rallenta la frutta.
- Calciatore di nuvole: vale solo nelle modalità Arcade e Zen. Ogni frutto rimbalza una volta.
- Amore per i pixel: vale solo nelle modalità Classica ed Arcade. Possibilità di bombe pixel innocue.
- Lama arcobaleno: vale solo nella modalità Arcade. Dà un bonus finale speciale di 75 punti.
- Affetta-Sakura: ogni 10 frutti affettati compare una ciliegia bonus.
- Rosso brillante: vale solo nelle modalità Classica ed Arcade. I colpi critici valgono 25 punti.
- Germoglio di bambù: la frutta è più grande.
- Pennello calligrafico: vale solo nella modalità Classica. Dà una vita extra.
- Coltello a farfalla: ogni frutto si ferma brevemente in cima ai propri archi.
- Lama di roccia: vale solo nelle modalità Classica ed Arcade. Moltiplica il punteggio sui melograni.
- Lama laser: vale solo nelle modalità Classica ed Arcade. Si ottengono punti critici quando si affettano frutti vicino a una bomba.
- Sig. Brillare: vale solo nelle modalità Arcade e Zen. Per ogni limone affettato si ottiene 1 secondo extra.
- Ora della festa: vale solo nella modalità Arcade. Ogni partita inizia con una frenetica.
- Folata d'autunno: ogni ananas affettato crea un tornado.
- Lama da discoteca: si ottengono 3 punti extra per ogni mela affettata.
- Lama di ghiaccio: vale solo nella modalità Arcade. Più frutta durante il congelamento.
- Re drago: vale solo nelle modalità Classica ed Arcade. Sostituisce i melograni con il frutto del drago.
- Lama dei Ghostbusters: una volta ogni partita disegna una X per annichilire la frutta.
- Motosega: si ottiene un colpo critico per ogni anguria affettata.
- La spada di brace dorata: molto probabilmente la lama più potente del gioco, raddoppia i punti permettendo di affettare due volte ogni frutto.
- Ghostbusters 2016 lama protonica.
- Michkillya lama:  una lama senza poteri ispirata a Michaela Cavazos.
- Lama pipistrello: provoca una combo speciale quando si affettano le angurie intagliate.
- Lama di Holly: Affetta la campana con combo di frutta per un piccolo tintinnio extra!

## Dojo
- Dojo di base: "un umile dojo ma Sensei ha iniziato qui".
- Fruit ninja: +1 punti per ogni combo.
- Fiore di ciliegio: 50% di sconto sul costo degli aumenti di potenza.
- Grande onda: possibilità di mega-ondate da 10 frutti. Questo dojo è ispirato all'opera La grande onda di Kanagawa di Katsushika Hokusai.
- Yin Yang: vale solo nelle modalità Arcade e Zen. Attribuisce 10 secondi extra.
- Gutsu e Truffles: ottieni casse bonus contenenti delle sorprese.
- Dojo dei Ghostbusters™: affetta le trappole per fantasmi per rilasciare la frutta spettrale.
- Yes Chef!™ Dojo: un dojo ottenibile giocando a Yes Chef!.
- Fattoria Dojo: Raccogli i pezzi di frutta per avere punti extra.
- Dojo Metro Ghostbuster™ 2016.
- Cimitero delle candele: Spegni la candela per ottenere un bonus a sorpresa al punteggio!
- La casa delle caramelle.
- La cripta.
- La zucca.
- La montagna.
- La magione.
- La casa infestata.
- Cabina.
- Dojo sul balcone.

## Accoglienza
| Testata                            | Versione                                   | Giudizio                    |
| ---------------------------------- | ------------------------------------------ | --------------------------- |
| Game Rankings (media al 9-12-2019) | iOS                                        | 87%                         |
| Metacritic (media al 14-07-2018)   | iOS (HD) iOS (Kinect) X360 (Kinect 2) XONE | 75/100 80/100 71/100 69/100 |
| GameZone                           | -                                          | 7/10                        |
| IGN                                | -                                          | 8.5/10                      |
| AppSpy                             | -                                          |                             |
| Gamezebo                           | -                                          |                             |
| Slide to Play                      | -                                          | 4/4                         |
| TouchArcade                        | iOS                                        |                             |
| Android Games                      | -                                          |                             |

Fruit Ninja è stato ben accolto dalla critica. Il gioco ha un punteggio medio di 75 su 100 sulla base di 12 recensioni su Metacritic, indicando "recensioni generalmente favorevoli", e 87% sulla base di 5 recensioni su GameRankings. È stata anche nominata una delle 50 migliori app per iPhone del 2011 dalla rivista Time.
I revisori erano per lo più unificati riguardo al fattore divertimento generale del gioco. Levi Buchanan di IGN ha affermato che il gioco era "divertente, divertente, divertente" e "un'esperienza immediatamente piacevole". Chris Reed di Slide to Play era d'accordo e riteneva che il gioco fosse perfetto per quando un consumatore ha brevi momenti di noia. Ha paragonato questo al gioco mentre si aspetta in fila per qualcosa e ha affermato che "dimezzerà il tempo". Jim Squires di GameZebo ha ritenuto che il gameplay fosse semplice e avvincente. Geoff Gibson di DIYGamer ha dichiarato che potrebbe vedere Fruit Ninja "diventare la prossima" grande cosa "su App Store". Diversi revisori hanno elogiato il prezzo e l'impegno di Halfbrick per i continui aggiornamenti del gioco. James Pikover di GameZone ha affermato che "forse la parte migliore è che questo gioco non è nemmeno completo". Ha poi parlato delle future modalità di gioco che saranno rese disponibili e ha lodato il rapporto qualità-prezzo. Andrew Nesvadba di App Spy concorda sul fatto che l'impegno e gli aggiornamenti di Halfbrick sono stati "a dir poco spettacolari".